# Naïma Laouadi
Naïma Laouadi, née le 15 février 1976 à Tizi Ouzou, est une footballeuse algérienne, et entraîneuse de foot. Elle a été l'une des porte-drapeaux au Maghreb du droit des femmes à pratiquer ce sport.

## Biographie
À la fin du XXe siècle et début du XXIe siècle, le sport féminin prend progressivement une dimension incontournable en Algérie grâce, notamment, aux succès dans des rencontres internationales. C’est le cas dans les années 1990 de Hassiba Boulmerka en athlétisme puis de Nouria Benida-Merah et de Baya Rahouli toujours en athlétisme, ou encore de Soraya Haddad en judo.  Comme en Europe occidentale, le football est toutefois un des sports où la pratique féminine se heurte aux préjugés les plus tenaces.
Après avoir fait de l’athlétisme et du judo, Naïma Laouadi crée en 1997, dans sa ville natale de Tizi Ouzou, une équipe féminine de football par passion pour ce sport, avec le soutien du dirigeant de la jeunesse sportive de Kabylie. 
Peu de temps après, toujours en 1997, sur son initiative, une dizaine d’autres clubs apparaissent. Avec cette fois le soutien du ministère de la Jeunesse, Naïma Laouadi crée en 1998 la première équipe nationale féminine algérienne de football, et en devient la capitaine. Cette équipe naissante joue son premier match international  le 14 mai 1998 contre l’équipe féminine nationale française et concède sa plus lourde défaite historique.
La tension introduite par la guerre civile algérienne dans les années 1990 crée un contexte peu favorable, mais, bien qu’inquiète, Naïma Laouadi et ses émules maintiennent le cap et continuent à développer cette activité.
L’appui de la fédération algérienne reste cependant limité. En 2003, Naïma Laouadi continue sa carrière de joueuse comme professionnelle, et passe sous contrat en Europe, notamment  en France, au Celtic de Marseille (club devenu  en 2010 le Football Association Marseille Féminin - FAMF), alors en Division 3, qui  remporte ce championnat et passe en 2004 en Division 2. « Mais j’étais obligée de travailler à côté comme caissière à Lidl », indique-t-elle, « il faut être vraiment courageuse et avoir un mental d’acier pour pratiquer notre sport ».
En 2004, l’équipe féminine d’Algérie se qualifie pour la phase finale de la Coupe d'Afrique des nations féminine de football.  La prestation de Naïma Laouadi en milieu de terrain est particulièrement remarquée et elle inscrit un but contre le Mali. Elle est nommée pour le prix de la meilleure joueuse africaine, en compagnie de Perpetua Nkwocha, dans l'équipe du Nigéria, et de Françoise Bella dans l'équipe du Cameroun. C'est finalement Perpetua Nkwocha qui remporte ce prix.
En 2006, pour le 1er Championnat arabe des nations de football féminin en 2006, du 19 au 29 avril à Alexandrie, l’équipe féminine algérienne sort première de son  groupe, constitué  du Maroc et du Liban et retrouve le Maroc en finale. L’Algérie remporte cette finale 1 à 0.
Elle devient ultérieurement entraineur du CLT Belouizdad, puis sélectionneuse de l’équipe nationale féminine d’Algérie

## Palmarès

### Avec l'équipe d'Algérie
- 1er tour Championnat d'Afrique 2004
- 1er tour Championnat d'Afrique 2006

- Vainqueur du Championnat arabe féminin en 2006